# برنت نيلسون
برنت نيلسون (بالسويدية: Berndt Nilsson)‏ هو سباح سويدي، ولد في 22 أغسطس 1939 في غوتنبرغ في السويد.

## وصلات خارجية
- برنت نيلسون على موقع الاتحاد الدولي للسباحة (الإنجليزية)
- برنت نيلسون على موقع أوليمبيديا (الإنجليزية)
- برنت نيلسون على موقع اللجنة الأولمبية السويدية (السويدية)